# Budîholoș, Busk
Budîholoș (în ucraineană Будиголош) este un sat în comuna Sokolea din raionul Busk, regiunea Liov, Ucraina.

## Demografie
Componența lingvistică a localității Budîholoș
     Ucraineană (100%)
Conform recensământului din 2001, toată populația localității Budîholoș era vorbitoare de ucraineană (100%).